# Badarosc
Badarosc (en francès Badaroux) és un municipi francès situat al departament del Losera i a la regió d'Occitània.